# Christian Nicolaus Möllenhof
Christian Nicolaus Möllenhof (* 4. April 1698 in Lübeck; † 10. Dezember 1748 in Delmenhorst) war ein deutscher Theologe und Dichter der ersten Hälfte des 18. Jahrhunderts.

## Leben
Christian Nicolaus war der nachgeborene Sohn des Predigers an der Burgkirche und am Heiligen-Geist-Hospital Christian Möllenhof († 1697) und dessen Frau Katharina Lucie Reiche, einer Tochter des Lübecker Seniors Johannes Reiche. Seine Mutter heiratete 1706 Heinrich Dürkop; im selben Jahr wurde dieser nach Kopenhagen berufen, wo Christian Nicolaus Möllenhof aufwuchs. Er begann 1716 ein Studium an der Universität Kopenhagen, das ihn auch an die Universitäten Wittenberg, Leipzig und Halle (Saale) führte. Nach erster Tätigkeit als Hauslehrer in Kopenhagen wurde er 1728 Prediger der Dänischen Gesandtschaft am Kaiserlichen Hof in Wien. Er hing dem Pietismus an, hielt Betstunden in der Gesandtschaft ab und nutzte seinen diplomatischen Schutz zur Unterstützung der Protestanten in Ungarn durch die Herausgabe von Erbauungsschriften. Ab 1735 war er bis zu seinem Tod Pastor in Delmenhorst.
Er sammelte und dichtete geistliche Lieder und trug Berichte zur Kirchengeschichte der Protestanten in Österreich zusammen.

## Schriften
- Kern Geistlicher Lieblicher Lieder, dem Herrn mit Hertz u. Mund zu singen, Oder Neu-auserlesenes Gesang-Buch, In welchem 1000 ... Kirchenlieder Nebst Gebetbuch u. Anhang von Sonn- u. Fest-Tags-Collecten. Nürnberg: Bieling, 1731,  3. Aufl. 1733, 4. Auflage 1748